# Yohan Blake
Yohan Blake (Saint James, 26 dicembre 1989) è un velocista giamaicano, vincitore di quattro medaglie olimpiche.
È stato campione mondiale dei 100 metri piani e della staffetta 4×100 metri a Taegu 2011; di quest'ultima specialità detiene anche il record mondiale con il tempo di 36"84, stabilito in occasione dei Giochi olimpici di Londra 2012.
È inoltre il secondo atleta più veloce di sempre nei 100 metri piani (insieme allo statunitense Tyson Gay) con il tempo di 9"69 e nei 200 metri piani con il tempo di 19"26, in entrambi i casi preceduto da Usain Bolt.

## Biografia

### Gli inizi (2005-2010)
Partecipa ai Mondiali allievi a Marrakech nel 2005, piazzandosi 7º nei 100 m (10"65) vinti dal britannico Harry Aikines-Aryeetey.
Nel 2006 partecipa ai CARIFTA Games sui 200 m e vince con il tempo di 21"12. Ai campionati nazionali juniores vince l'oro sui 100 m (10"48) e sui 200 m (20"92). Ai Mondiali juniores a Pechino sempre nei 100 m (sebbene sia ancora nella categoria allievi) stupisce tutti conquistando una medaglia di bronzo insperata (10"43), dietro al canadese Justyn Warner (argento in 10"39) e al britannico Harry Aikines-Aryeetey (oro in 10"37).
Nel 2007 partecipà ai CARIFTA Games sui 100 m, dove vince in 10"11.
Nel 2008 è il favorito per i Mondiali juniores di Bydgoszcz, in virtù di un tempo d'iscrizione di 10"27 (e 10"11 corso l'anno precedente); tuttavia in finale deluderà, giungendo solamente 4º in 10"51, in una gara vinta dal connazionale Dexter Lee (classe 1991, categoria allievi) in 10"40.
Assorbita la delusione di Bydgoszcz, si migliora notevolmente nel corso del 2009, correndo i 100 m in 9"93 a Saint-Denis, non riuscendo però a guadagnarsi un posto per i Mondiali di Berlino, dove rimane escluso anche dalla staffetta 4×100 metri. Nello stesso anno risulta positivo ad un controllo anti-doping effettuato durante i campionati nazionali giamaicani; la sostanza incriminata è uno stimolante che, seppur non inserito nella lista di sostanze vietate dalla WADA, costa a Blake una squalifica di 3 mesi.
Nel 2010 migliora nuovamente il personale, portandolo a 9"89 al meeting di Londra.

### 2011: i Mondiali di Taegu

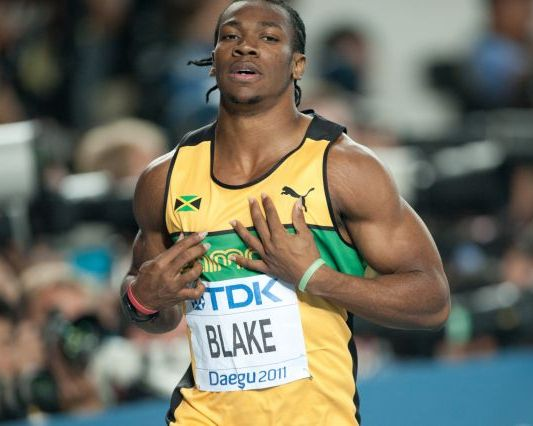
Yohan Blake ai Mondiali di

Il 2011 è l'anno della definitiva consacrazione di Blake, correndo un 9"80 con vento oltre la norma ad inizio stagione e diversi tempi interessanti contro vento come il 9"95 di Londra.
Ai campionati del mondo di atletica leggera di Taegu 2011 si laurea campione mondiale dei 100 m con il tempo di 9"92, precedendo lo statunitense Walter Dix (10"08) e il nevisiano Kim Collins (10"09), in una finale caratterizzata dalla squalifica per falsa partenza di Usain Bolt e dalle assenze per infortunio di Tyson Gay e Asafa Powell. Successivamente vince la staffetta 4×100 metri con Nesta Carter, Michael Frater e Usain Bolt stabilendo il nuovo primato mondiale con il tempo di 37"04.
L'8 settembre, durante la tappa della Diamond League di Zurigo stabilisce il nuovo primato personale sui 100 m piani fermando il cronometro a 9"82, in totale assenza di vento, settima prestazione di sempre, battendo il connazionale Asafa Powell che chiude in 9"95. Effettua la stessa prestazione tre giorni dopo al meeting ISTAF di Berlino; questo tempo lo piazza al quinto posto della classifica mondiale stagionale, ma tra i primi 17 Blake è l'unico che non ha avuto l'aiuto di almeno 1,0 m/s di vento a favore. Dopo Berlino considera l'ipotesi di poter raggiungere facilmente il tempo di 9"70 l'anno successivo, migliorando anche la partenza, in vista dei Giochi olimpici di Londra.
Il 16 settembre al Memorial Van Damme, ultima tappa della Diamond League, stabilisce la seconda prestazione mondiale assoluta dei 200 metri piani con il notevole tempo di 19"26 (vento +0,7 m/s) a soli 7 centesimi dal primato mondiale di Usain Bolt, con un tempo di reazione di 0,269 secondi, correndo quindi la gara sotto i 19 secondi; nemmeno Bolt c'era mai riuscito (a Berlino fece 19"19 con un tempo di reazione di 0,133 secondi).

### 2012: i Giochi olimpici di Londra

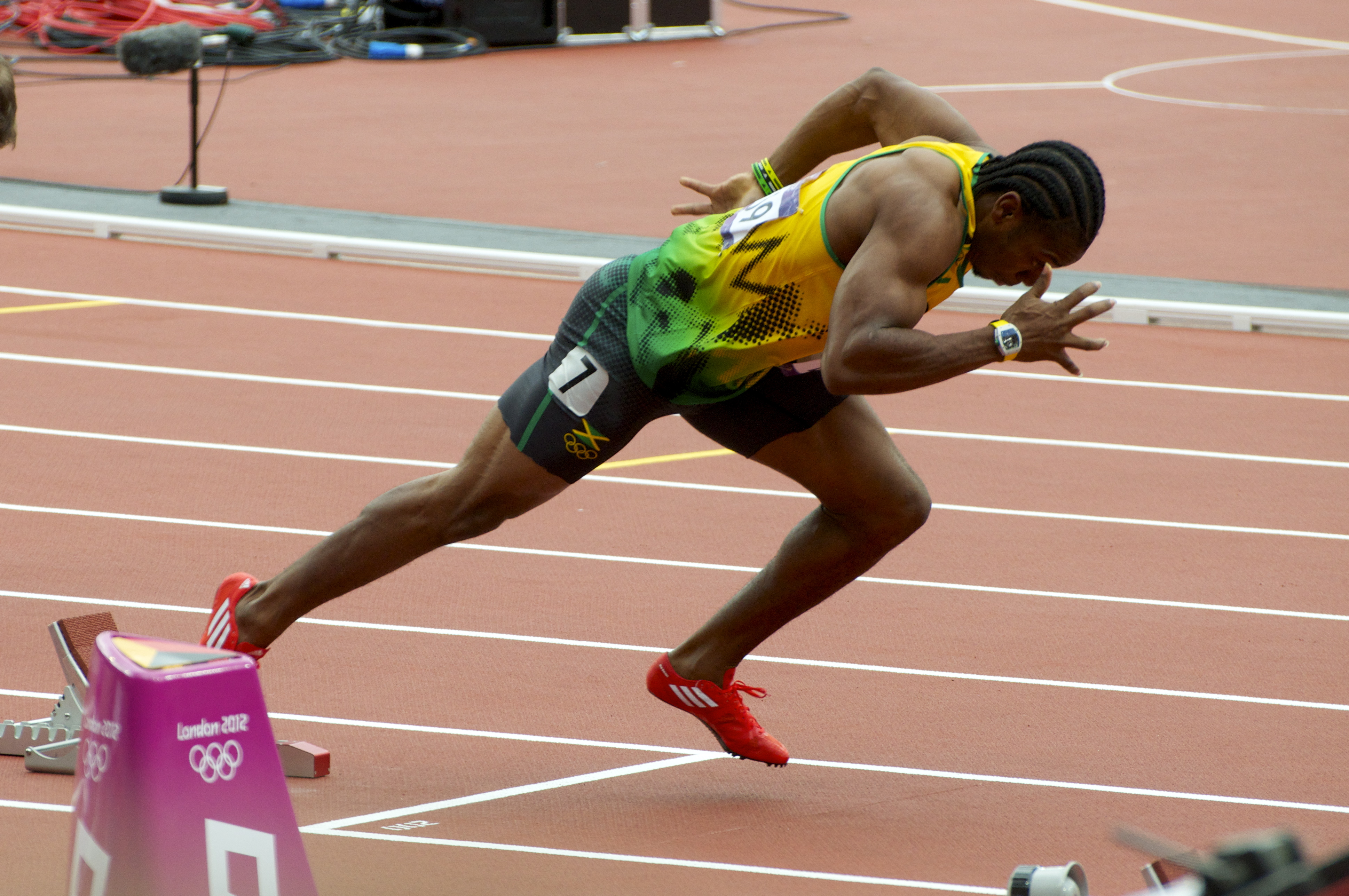
Yohan Blake durante le batterie dei 200 m piani a

Nel 2012, durante i trials giamaicani (valevoli come campionati nazionali e come qualificazioni ai Giochi olimpici di Londra 2012) sconfigge Usain Bolt per 2 volte di fila, battendolo sia nella finale dei 100 m (in cui stabilisce il suo nuovo primato personale di 9"75, quarta prestazione mondiale di tutti i tempi) sia nella finale dei 200 m. In quest'ultima gara diventa il primo uomo in assoluto a riuscire a battere Bolt rimontandolo e poi superandolo, dopo che per i primi 100-120 m di gara il suo connazionale era stato sempre in testa: in passato i pochi che erano riusciti a battere Bolt gli erano stati sempre davanti da inizio a fine gara.
Il 5 agosto ai Giochi olimpici di Londra conquista, con il tempo di 9"75, la medaglia d'argento nella gara dei 100 metri piani, alle spalle di Usain Bolt che vince con il nuovo record olimpico di 9"63. In seguito, nella finale dei 200 metri piani, deve ancora una volta accontentarsi dell'argento con 19"44, dietro ancora a Usain Bolt che sfiora il record olimpico con 19"32.
Nella staffetta 4×100 m vince l'oro con la squadra giamaicana insieme a Nesta Carter, Michael Frater e Bolt con il nuovo record mondiale di 36"84, precedendo la staffetta statunitense e scendendo per la prima volta sotto il muro dei 37 secondi. La frazione di Blake è determinante per la vittoria finale, recuperando terreno da Tyson Gay e passando il testimone in prima posizione a Bolt.
Qualche giorno dopo la conclusione dei Giochi olimpici corre i 100 metri al meeting di Losanna, realizzando un eccellente 9"69 (vento -0,1 m/s), terza miglior prestazione di tutti i tempi che lo consacra come secondo miglior atleta di sempre sulla distanza insieme a Tyson Gay (presente anch'egli, secondo in 9"83), dietro soltanto al connazionale Usain Bolt.

### 2013-2015: gli infortuni
La stagione 2013 è subito compromessa; dopo aver corso le staffette 4×100 e 4×400 metri nelle Gibson Relays, subisce un infortunio ad aprile che lo tiene fuori per tutto l'anno.
Torna nel 2014 alle IAAF World Relays disputati a Nassau, conquistando due medaglie d'oro nella 4×100 m e nella 4×200 m, stabilendo in quest'ultima specialità il record mondiale correndo in ultima frazione nella staffetta giamaicana. A luglio corre i 200 metri al meeting di Losanna, finendo 6º in 20"48. Nello stesso mese subisce un infortunio sui 100 metri a Glasgow, che lo tiene fuori per tutto l'anno.
Blake torna nel 2015 correndo in 10"21 a Kingston; in seguito alla gara il suo allenatore riferì in un'intervista che l'atleta giamaicano aveva paura di infortunarsi di nuovo.

### 2016: i Giochi olimpici di Rio
Nel 2016, Blake torna sotto i 10 secondi sui 100 metri dopo 4 anni, correndo 9"95 a Kingston.
Ai Giochi olimpici di Rio de Janeiro giunge 4º nella finale dei 100 m piani con il tempo di 9"93, preceduto dal canadese Andre De Grasse (9"91) che gli preclude il podio per 2 centesimi. Partecipa anche alla gara dei 200 m piani, dove arriva 2º nella batteria in 20"13 ma non riesce a qualificarsi per la finale arrivando 6º in semifinale con il tempo di 20"37. L'unica medaglia di Blake ai Giochi olimpici arriva con la staffetta 4×100 m, dove insieme a Powell, Ashmeade e Bolt vince con il tempo di 37"27, 3º miglior tempo di sempre.

### 2017: i Mondiali di Londra
La stagione 2017 di Blake inizia con la vittoria in 9"93 al Jamaica International Invitational. Ai trials giamaicani, validi per la qualificazione ai mondiali di Londra, vince i 100 m piani in 9"90 ed i 200 m piani in 19"97 (entrambi personali stagionali), qualificandosi per i mondiali di atletica a distanza di 6 anni dall'ultima partecipazione.
Ai mondiali di Londra conclude 4º nei 100 m piani con il tempo di 9"99, preceduto dagli statunitensi Gatlin (oro) e Coleman (argento) e dal connazionale Bolt (bronzo), mentre nei 200 m piani viene eliminato in semifinale. Conclude la stagione correndo i 100 m piani in 10"05 al meeting di Zagabria e in 10"02 al Memorial Van Damme di Bruxelles.

### 2018: i Giochi del Commonwealth
La prima gara di Blake nel 2018 è quella dei 200 m piani corsi al Queen's Grace Jackson Meet il 27 gennaio, dove vince la gara in 20"95. A febbraio partecipa alla prova dei 100 m piani delle Gibson McCook Relays finendo secondo in 10"05, dietro al britannico Zharnel Hughes.
Ad aprile partecipa ai Giochi del Commonwealth sui 100 m piani di cui è il grande favorito, tuttavia in finale, dopo una disastrosa partenza che lo vede inciampare, chiude terzo in 10"19. Vince un altro bronzo nella 4×100 m correndo in 4ª frazione (38"35).
Dopo i Giochi del Commonwealth, Blake partecipa al Racers Grand Prix sui 100 m piani chiudendo 3º in 10"00. Successivamente si concentra sulla Diamond League, correndo 10"03 a Parigi, 9"95 a Londra e 9"94 a Bruxelles. Conclude la stagione partecipando alla Coppa continentale, dove vince la staffetta 4×100 m in 38"05 e subisce un lieve infortunio sui 100 m piani (finendo 8º in 11"99).

### 2019: i Mondiali di Doha
Blake comincia il 2019 arrivando 2º (20"57) sui 200 m piani delle Pepsi Florida Relays, dietro ad Álex Quiñónez (20"28). A maggio in Florida corre i suoi primi 100 m piani della stagione, dove vince la semifinale in 10"01 e poco dopo la finale in 9"98. Al Racers Grand Prix partecipa alla gara dei 100 m piani, dove arriva 2º in 10"01 dietro al britannico Zharnel Hughes.
Ai trials giamaicani validi per la qualificazione ai mondiali di Doha, vince i 100 m piani in 9"96 e arriva 2º sui 200 m piani (20"27), qualificandosi in entrambe le specialità. Successivamente corre sui 100 m piani a Londra, dove arriva 3º con il tempo di 9"97 dietro ad Akani Simbine (1º in 9"93) e a Zharnel Hughes (2º in 9"95) e a Birmingham (1º in 10"07). Nella finale della Diamond League a Zurigo conclude 3º in 10"07, alle spalle di Noah Lyles (1º in 9"98) e di Xie Zhenye (2º in 10"04).
Ai Mondiali di Doha è uno dei favoriti per una medaglia nei 100 m piani; vince la sua batteria in 10"07, arriva 2º in semifinale in 10"09 dietro ad Andre De Grasse (10"07) ma in finale conclude solamente 5º con il tempo di 9"97. Partecipa anche nei 200 m piani, nelle batterie arriva 2º in 20"23 (primato stagionale) dietro ad Álex Quiñónez (20"06), mentre in semifinale chiude solamente 6º in 20"37.

### 2020
Blake comincia la stagione correndo i 400 m piani l'8 febbraio nel Camperdown Classics, concludendo 9º in 48"24. Il 22 febbraio corre ancora i 400 m piani al Isaac Henry Invitational, e conclude 3º in 47"59. Dopo il rinvio delle Olimpiadi di Tokyo al 2021 a causa della pandemia di COVID-19, Blake comincia a pubblicare su Instagram dei video riguardanti il suo allenamento e riferisce che sta lavorando per tornare alla sua forma "pericolosa" del 2012. A luglio corre i suoi primi 200 m piani della stagione concludendo 1º in 20"62.

## Record nazionali
Seniores
- Staffetta 4×100 metri: 36"84 ( Londra, 11 agosto 2012)  (Nesta Carter, Michael Frater, Yohan Blake, Usain Bolt)
- Staffetta 4×200 metri: 1'18"63 ( Nassau, 24 maggio 2014)  (Nickel Ashmeade, Warren Weir, Jermaine Brown, Yohan Blake)

## Progressione

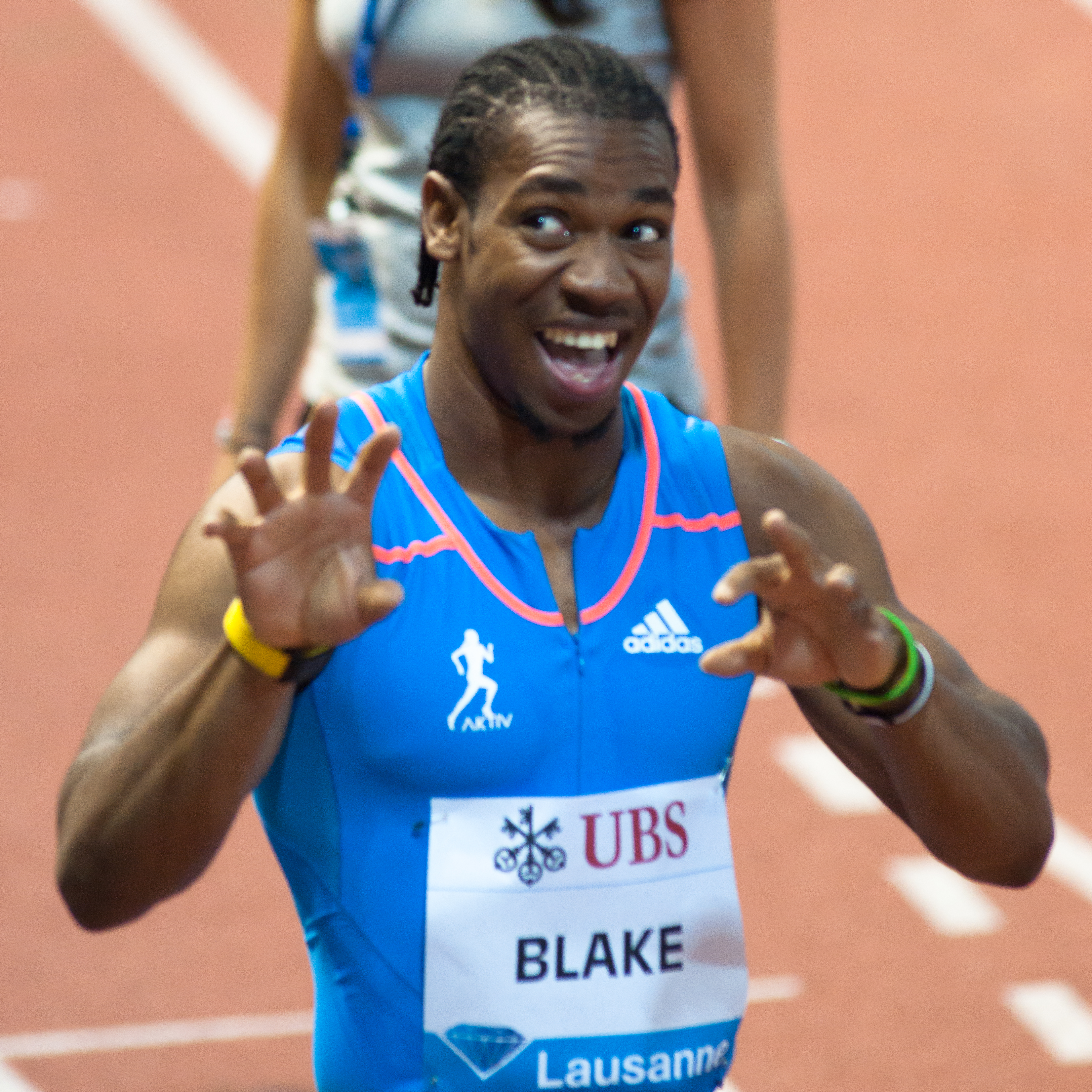
Yohan Blake al meeting Athletissima del 2012

### 100 metri piani
| Stagione | Tempo | Luogo          | Data      | Rank. Mond. |
| -------- | ----- | -------------- | --------- | ----------- |
| 2024     | 10"16 | Eisenstadt     | 22-5-2024 |             |
| 2023     | 10"01 | Chorzów        | 16-7-2023 | 42º         |
| 2023     | 10"01 | Monaco         | 21-7-2023 | 42º         |
| 2023     | 10"01 | Leverkusen     | 29-7-2023 | 42º         |
| 2022     | 9"85  | Kingston       | 24-6-2022 | 3º          |
| 2021     | 9"95  | Marietta       | 9-7-2021  | 15º         |
| 2020     | 10"15 | Kingston       | 22-8-2020 | 36º         |
| 2019     | 9"96  | Kingston       | 21-6-2019 | 10º         |
| 2018     | 9"94  | Bruxelles      | 31-8-2018 | 11º         |
| 2017     | 9"90  | Kingston       | 23-6-2017 | 2º          |
| 2016     | 9"93  | Rio de Janeiro | 14-8-2016 | 10º         |
| 2015     | 10"12 | Dublino        | 24-7-2015 | 71º         |
| 2014     | 10"02 | Kingston       | 7-6-2014  | 21º         |
| 2012     | 9"69  | Losanna        | 23-8-2012 | 2º          |
| 2011     | 9"82  | Berlino        | 11-9-2011 | 5º          |
| 2011     | 9"82  | Zurigo         | 8-9-2011  | 5º          |
| 2010     | 9"89  | Londra         | 13-8-2010 | 7º          |
| 2009     | 10"07 | Kingston       | 2-5-2009  | 34º         |
| 2008     | 10"27 | Kingston       | 12-3-2008 | 127º        |
| 2007     | 10"11 | Providenciales | 7-4-2007  | 31º         |
| 2006     | 10"33 | Port of Spain  | 14-7-2006 | 157º        |
| 2005     | 10"56 | Marrakech      | 13-7-2005 | 668º        |

### 200 metri piani
| Stagione | Tempo | Luogo          | Data      | Rank. Mond. |
| -------- | ----- | -------------- | --------- | ----------- |
| 2023     | 20"35 | Kingston       | 8-6-2023  | 66º         |
| 2022     | 20"20 | Kingston       | 25-6-2022 | 42º         |
| 2021     | 20"18 | Kingston       | 27-6-2021 | 28º         |
| 2020     | 20"62 | Kingston       | 18-7-2020 | 45º         |
| 2019     | 20"23 | Doha           | 29-9-2019 | 32º         |
| 2017     | 19"97 | Kingston       | 25-6-2017 | 6º          |
| 2016     | 20"13 | Rio de Janeiro | 16-8-2016 | 23º         |
| 2015     | 21"57 | Kingston       | 6-6-2015  | 1585º       |
| 2014     | 20"48 | Losanna        | 3-7-2014  | 84º         |
| 2013     | 20"72 | Kingston       | 8-6-2013  | 155º        |
| 2012     | 19"44 | Londra         | 9-8-2012  | 2º          |
| 2011     | 19"26 | Bruxelles      | 16-9-2011 | 1º          |
| 2010     | 19"78 | Monaco         | 22-7-2010 | 4º          |
| 2009     | 20"60 | Kingston       | 21-2-2009 | 83º         |
| 2008     | 21"06 | Kingston       | 14-6-2008 | 358º        |
| 2007     | 20"62 | Kingston       | 31-3-2007 | 81º         |
| 2006     | 20"92 | Kingston       | 24-6-2006 | 217º        |

### 400 metri piani
| Stagione | Tempo | Luogo        | Data      | Rank. Mond. |
| -------- | ----- | ------------ | --------- | ----------- |
| 2020     | 47"59 | Kingston     | 22-2-2020 | 102º        |
| 2017     | 47"42 | Kingston     | 11-2-2017 | 901º        |
| 2016     | 48"41 | Kingston     | 13-2-2016 | 2063º       |
| 2014     | 47"20 | Kingston     | 8-2-2014  | 633º        |
| 2013     | 46"32 | Kingston     | 23-3-2013 | 211º        |
| 2012     | 46"49 | Kingston     | 11-2-2012 | 298º        |
| 2011     | 47"01 | Kingston     | 11-2-2011 | 454º        |
| 2010     | 47"89 | Kingston     | 20-2-2010 | 1054º       |
| 2009     | 46"80 | Kingston     | 14-2-2009 | 349º        |
| 2006     | 48"2  | Spanish Town | 11-3-2006 |             |

## Palmarès

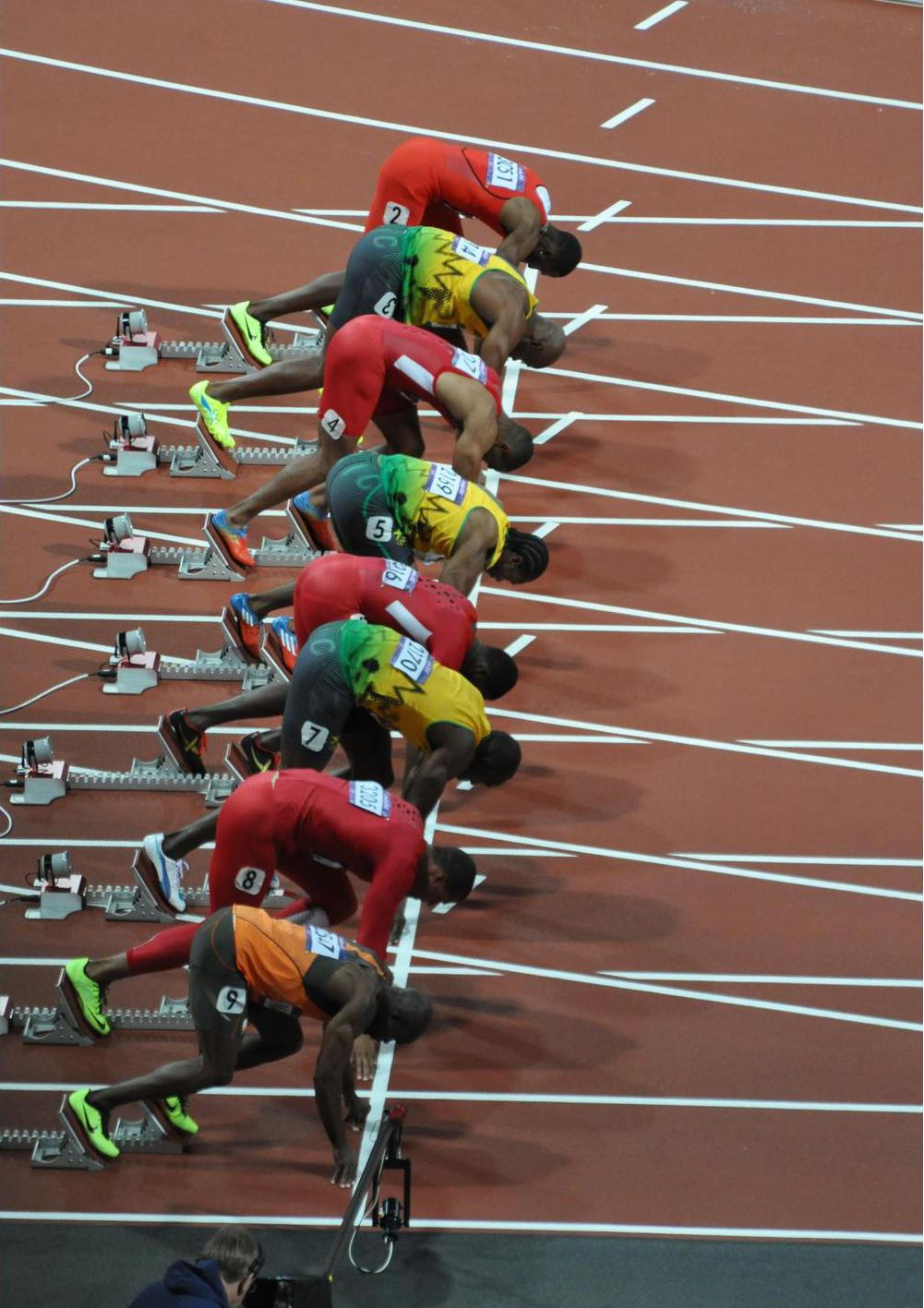
Yohan Blake (5ª corsia) sui blocchi di partenza della finale dei 100 metri piani dei Giochi olimpici di

| Anno | Manifestazione          | Sede           | Evento      | Risultato  | Prestazione | Note                                             |
| ---- | ----------------------- | -------------- | ----------- | ---------- | ----------- | ------------------------------------------------ |
| 2005 | CARIFTA Games (U18)     | Bacolet        | 100 m piani | Oro        | 11"01       |                                                  |
| 2005 | CARIFTA Games (U18)     | Bacolet        | 200 m piani | Oro        | 22"19       | Miglior prestazione personale                    |
| 2005 | Mondiali U18            | Marrakech      | 100 m piani | 7º         | 10"65       |                                                  |
| 2006 | CARIFTA Games           | Les Abymes     | 200 m piani | Oro        | 21"12       |                                                  |
| 2006 | Mondiali U20            | Pechino        | 100 m piani | Bronzo     | 10"42       |                                                  |
| 2006 | Mondiali U20            | Pechino        | 4×100 m     | Oro        | 39"05       | Miglior prestazione mondiale stagionale under 20 |
| 2007 | CARIFTA Games           | Providenciales | 100 m piani | Oro        | 10"11       | Record dei campionati                            |
| 2008 | CARIFTA Games           | Basseterre     | 100 m piani | Oro        | 10"32       |                                                  |
| 2008 | Mondiali U20            | Bydgoszcz      | 100 m piani | 4º         | 10"51       |                                                  |
| 2008 | Mondiali U20            | Bydgoszcz      | 4×100 m     | Argento    | 39"25       | Miglior prestazione personale stagionale         |
| 2011 | Mondiali                | Taegu          | 100 m piani | Oro        | 9"92        | Miglior prestazione personale stagionale         |
| 2011 | Mondiali                | Taegu          | 4×100 m     | Oro        | 37"04       | Record mondiale                                  |
| 2012 | Giochi olimpici         | Londra         | 100 m piani | Argento    | 9"75        | Miglior prestazione personale                    |
| 2012 | Giochi olimpici         | Londra         | 200 m piani | Argento    | 19"44       | Miglior prestazione personale stagionale         |
| 2012 | Giochi olimpici         | Londra         | 4×100 m     | Oro        | 36"84       | Record mondiale                                  |
| 2014 | World Relays            | Nassau         | 4×100 m     | Oro        | 37"77       |                                                  |
| 2014 | World Relays            | Nassau         | 4×200 m     | Oro        | 1'18"63     | Record mondiale                                  |
| 2016 | Giochi olimpici         | Rio de Janeiro | 100 m piani | 4º         | 9"93        | Miglior prestazione personale stagionale         |
| 2016 | Giochi olimpici         | Rio de Janeiro | 200 m piani | Semifinale | 20"37       |                                                  |
| 2016 | Giochi olimpici         | Rio de Janeiro | 4×100 m     | Oro        | 37"27       | Miglior prestazione personale stagionale         |
| 2017 | World Relays            | Nassau         | 4×100 m     | Batteria   | dnf         |                                                  |
| 2017 | World Relays            | Nassau         | 4×200 m     | Bronzo     | 1'21"09     | Miglior prestazione personale stagionale         |
| 2017 | Mondiali                | Londra         | 100 m piani | 4º         | 9"99        |                                                  |
| 2017 | Mondiali                | Londra         | 200 m piani | Semifinale | 20"52       |                                                  |
| 2017 | Mondiali                | Londra         | 4×100 m     | Finale     | dnf         |                                                  |
| 2018 | Giochi del Commonwealth | Gold Coast     | 100 m piani | Bronzo     | 10"19       |                                                  |
| 2018 | Giochi del Commonwealth | Gold Coast     | 4×100 m     | Bronzo     | 38"35       | Miglior prestazione personale stagionale         |
| 2019 | Mondiali                | Doha           | 100 m piani | 5º         | 9"97        |                                                  |
| 2019 | Mondiali                | Doha           | 200 m piani | Semifinale | 20"37       |                                                  |
| 2019 | Mondiali                | Doha           | 4×100 m     | Batteria   | 38"15       | Miglior prestazione personale stagionale         |
| 2021 | Giochi olimpici         | Tokyo          | 100 m piani | Semifinale | 10"14       |                                                  |
| 2021 | Giochi olimpici         | Tokyo          | 4×100 m     | 4º         | 37"84       |                                                  |
| 2022 | Mondiali                | Eugene         | 100 m piani | Semifinale | 10"12       |                                                  |
| 2022 | Mondiali                | Eugene         | 200 m piani | Semifinale | dns         |                                                  |
| 2022 | Mondiali                | Eugene         | 4×100 m     | 4º         | 38"06       | Miglior prestazione personale stagionale         |
| 2025 | World Relays            | Guangzhou      | 4x100 m     | Batteria   | dnf         |                                                  |

## Campionati nazionali
2011
- Argento ai campionati giamaicani assoluti, 100 m piani - 10"09

2012
- Oro ai campionati giamaicani assoluti, 100 m piani - 9"75
- Oro ai campionati giamaicani assoluti, 200 m piani - 19"80

2016
- Oro ai campionati giamaicani assoluti, 100 m piani - 9"95
- Oro ai campionati giamaicani assoluti, 200 m piani - 20"29

2017
- Oro ai campionati giamaicani assoluti, 100 m piani - 9"90
- Oro ai campionati giamaicani assoluti, 200 m piani - 19"97

2019
- Oro ai campionati giamaicani assoluti, 100 m piani - 9"96
- Argento ai campionati giamaicani assoluti, 200 m piani - 20"27

2022
- Oro ai campionati giamaicani assoluti, 100 m piani - 9"85
- Argento ai campionati giamaicani assoluti, 200 m piani - 20"31

## Altre competizioni internazionali
2010
- Argento all'Adidas Grand Prix ( New York), 100 m piani - 9"91 w
- Argento all'Athletissima ( Losanna), 100 m piani - 9"96
- Bronzo al Meeting Areva ( Saint-Denis), 100 m piani - 9"95
- Argento all'Herculis ( Monaco), 200 m piani - 19"78
- Argento al London Grand Prix ( Londra), 100 m piani - 9"89
- Argento al Weltklasse Zürich ( Zurigo), 200 m piani - 19"86
- Argento al Weltklasse Zürich ( Zurigo), 4×100 m - 37"76
- Bronzo al Memorial Van Damme ( Bruxelles), 100 m piani - 9"91

2011
- Oro al London Grand Prix ( Londra), 100 m piani - 9"95
- Oro al Weltklasse Zürich ( Zurigo), 100 m piani - 9"82
- Oro al Memorial Van Damme ( Bruxelles), 200 m piani - 19"26
- Argento al Golden Spike Ostrava ( Ostrava), 200 m piani - 20"38
- Oro all'ISTAF Berlin ( Berlino), 100 m piani - 9"82

2012
- Oro all'Adidas Grand Prix ( New York), 100 m piani - 9"90
- Oro all'Athletissima ( Losanna), 100 m piani - 9"69
- Oro al Weltklasse Zürich ( Zurigo), 100 m piani - 9"76
- Oro al Memorial Van Damme ( Bruxelles), 200 m piani - 19"54
- Oro al Jamaica International Invitational ( Kingston), 200 m piani - 19"91

2014
- Argento all'Adidas Grand Prix ( New York), 100 m piani - 10"21
- 6º all'Athletissima ( Losanna), 200 m piani - 20"48

2017
- Oro al Memorial Van Damme ( Bruxelles), 100 m piani - 10"02
- Oro al Jamaica International Invitational ( Kingston), 100 m piani - 9"93
- Oro al Hanžeković Memorial ( Zagabria), 100 m piani - 10"05

2018
- 5º al Meeting de Paris ( Parigi), 100 m piani - 10"03
- 4º ai London Anniversary Games ( Londra), 100 m piani - 9"95
- 4º al Birmingham Grand Prix ( Birmingham), 100 m piani - 9"99
- Bronzo al Memorial Van Damme ( Bruxelles), 100 m piani - 9"94
- Oro in Coppa continentale ( Ostrava), 4×100 m - 38"05

2019
- Bronzo al London Anniversary Games ( Londra), 100 m piani - 9"97
- Oro al Birmingham Grand Prix ( Birmingham), 100 m piani - 10"07
- Bronzo al Weltklasse Zürich ( Zurigo), 100 m piani - 10"07